# Genaemirum varianum
Genaemirum varianum là một loài tò vò trong họ Ichneumonidae.